# Saison 2022-2023 du SCO d'Angers
Maillots
Chronologie
Saison précédente Saison suivante
La saison 2022-2023 d'Angers SCO est la trentième saison du club angevin en première division du championnat de France, la huitième consécutive du club au sommet de la hiérarchie du football français.

Le club évolue en Ligue 1 et en Coupe de France.
 Le club est relégué en Ligue 2 BKT 2023-2024 à l'issue de la saison.

## Transferts

### Transferts estivaux
| Nom                  | Nationalité        | Poste     | Transfert                     | Provenance/Destination   | Division          |
| -------------------- | ------------------ | --------- | ----------------------------- | ------------------------ | ----------------- |
| Arrivées             |                    |           |                               |                          |                   |
| Ilyes Chetti         | Algérie            | Défenseur | Transfert                     | ES Tunis                 | Ligue Pro 1       |
| Ousmane Camara       | France             | Défenseur | Transfert (2 200 000 €)       | Paris FC                 | Ligue 2           |
| Halid Šabanović      | Bosnie-Herzégovine | Défenseur | Transfert                     | FK Sarajevo              | Premijer Liga     |
| Yan Valery           | France             | Défenseur | Transfert                     | Southampton FC           | Premier League    |
| Adrien Hunou         | France             | Attaquant | Transfert                     | Minnesota United FC      | MLS               |
| Yahia Fofana         | France             | Gardien   | Libre                         | Le Havre AC              | Ligue 2           |
| Miha Blažič          | Slovénie           | Défenseur | Libre                         | Ferencváros TC           | Prva liga         |
| Ibrahim Amadou       | France             | Défenseur | Libre                         | FC Metz                  | Ligue 2           |
| Himad Abdelli        | France             | Milieu    | Libre                         | Le Havre AC              | Ligue 2           |
| Amine Salama         | France             | Attaquant | Libre                         | USL Dunkerque            | National          |
| Ulrick Eneme-Ella    | Gabon              | Attaquant | Libre                         | Brighton & Hove Albion   | Premier League    |
| Abdallah Sima        | Sénégal            | Attaquant | Prêt                          | Brighton & Hove Albion   | Premier League    |
| Paul Bernardoni      | France             | Gardien   | Retour de prêt                | AS Saint-Étienne         | Ligue 2           |
| Antonin Bobichon     | France             | Milieu    | Retour de prêt                | AS Nancy-Lorraine        | National          |
| Sada Thioub          | Sénégal            | Attaquant | Retour de prêt                | AS Saint-Étienne         | Ligue 2           |
| Farid El Melali      | Algérie            | Attaquant | Retour de prêt                | Pau FC                   | Ligue 2           |
| Loïs Diony           | France             | Attaquant | Retour de prêt                | Étoile rouge de Belgrade | Super Liga        |
| Rachid Alioui        | Maroc              | Attaquant | Retour de prêt                | KV Courtrai              | Division 1A       |
| Oussama Falouh       | Maroc              | Défenseur | Retour de prêt                | US Avranches             | National          |
| Jaly Mouaddib        | France             | Attaquant | Retour de prêt                | US Avranches             | National          |
| Théo Borne           | France             | Gardien   | Premier contrat professionnel | Équipe réserve           | National 2        |
| Ali Kalla            | France             | Défenseur | Premier contrat professionnel | Équipe réserve           | National 2        |
| Yassin Belkhdim      | Maroc              | Milieu    | Premier contrat professionnel | Équipe réserve           | National 2        |
| Jean-Mattéo Bahoya   | France             | Milieu    | Premier contrat professionnel | Équipe jeunes (U17)      | National U17      |
| Départs 24 000 000 € |                    |           |                               |                          |                   |
| Enzo Ebosse          | Cameroun           | Défenseur | Transfert (3 000 000 €)       | Udinese Calcio           | Serie A           |
| Jimmy Cabot          | France             | Milieu    | Transfert (2 000 000 €)       | RC Lens                  | Ligue 1           |
| Angelo Fulgini       | France             | Milieu    | Transfert (7 000 000 €)       | 1. FSV Mayence 05        | Bundesliga        |
| Mohamed-Ali Cho      | France             | Attaquant | Transfert (12 000 000 €)      | Real Sociedad            | La Liga           |
| Anthony Mandrea      | Algérie            | Gardien   | Fin de contrat                | SM Caen                  | Ligue 2           |
| Romain Thomas        | France             | Défenseur | Fin de contrat                | SM Caen                  | Ligue 2           |
| Ismaël Traoré        | Côte d'Ivoire      | Défenseur | Fin de contrat                | FC Metz                  | Ligue 2           |
| Vincent Manceau      | France             | Défenseur | Fin de contrat                | EA Guingamp              | Ligue 2           |
| Kévin Boma           | Togo               | Défenseur | Fin de contrat                | Rodez AF                 | Ligue 2           |
| Mathias Pereira Lage | France             | Milieu    | Fin de contrat                | Stade brestois 29        | Ligue 1           |
| Mattéo Corduan       | France             | Milieu    | Fin de contrat                | Stade brestois 29        | Ligue 1           |
| Thomas Mangani       | France             | Milieu    | Fin de contrat                | AC Ajaccio               | Ligue 1           |
| Daylam Meddah        | France             | Milieu    | Fin de contrat                | FC Sochaux-Montbéliard   | Ligue 2           |
| Stéphane Bahoken     | Cameroun           | Attaquant | Fin de contrat                | Kasımpaşa SK             | Süper Lig         |
| Danijel Petković     | Monténégro         | Gardien   | Fin de contrat                | Libre                    | Libre             |
| Rachid Alioui        | Maroc              | Attaquant | Fin de contrat                | Libre                    | Libre             |
| Emmanuel Attah       | France             | Attaquant | Fin de contrat                | Libre                    | Libre             |
| Casimir Ninga        | Tchad              | Attaquant | Résiliation de contrat        | -                        | -                 |
| Casimir Ninga        | Tchad              | Attaquant | Transfert libre               | Anórthosis Famagouste    | Cyta Championship |
| Noah Fatar           | France             | Attaquant | Prêt                          | SO Cholet                | National          |
| Oussama Falouh       | Maroc              | Défenseur | Prêt                          | US Avranches             | National          |

### Transferts hivernaux
| Nom              | Nationalité | Poste      | Transfert              | Provenance/Destination | Division   |
| ---------------- | ----------- | ---------- | ---------------------- | ---------------------- | ---------- |
| Arrivée          |             |            |                        |                        |            |
|                  |             |            |                        |                        |            |
| Départs          |             |            |                        |                        |            |
| Gérald Baticle   | France      | Entraîneur | Licenciement           | Libre                  | -          |
| Antonin Bobichon | France      | Milieu     | Transfert              | Stade lavallois        | Ligue 2    |
| Marin Jakoliš    | Croatie     | Attaquant  | Prêt                   | AEK Larnaca            | Division 1 |
| Azzedine Ounahi  | Maroc       | Milieu     | Transfert (8 000 000€) | Olympique de Marseille | Ligue 1    |

## Championnat
La Ligue 1 2022-2023 est la quatre-vingt cinquième édition du championnat de France de football et la dix-neuvième sous l'appellation « Ligue 1 ». La division oppose vingt clubs en une série de trente-huit rencontres. Le SCO participe à cette compétition pour la trentième fois de son histoire et la huitième fois de suite depuis la saison 2015-2016.

## Joueurs

### Effectif professionnel actuel
Le tableau ci-dessous recense l'effectif professionnel d'Angers SCO pour la saison 2022-2023.

### Effectif réserve - Angers SCO N2
Ce tableau liste l'effectif de la réserve du SCO d'Angers pour la saison 2022-2023. En gras les joueurs disposant d'un contrat professionnel.